# Uranium-233
Uranium-233 là một đồng vị phân hạch của urani được tạo ra từ thorium-232 như một phần của chu trình nhiên liệu thorium. Uranium-233 đã được điều tra để sử dụng trong vũ khí hạt nhân và làm nhiên liệu cho lò phản ứng. Nó đã được sử dụng thành công trong các lò phản ứng hạt nhân thử nghiệm và đã được đề xuất sử dụng rộng rãi hơn làm nhiên liệu hạt nhân. Nó có chu kỳ bán rã 160.000 năm.
Uranium-233 được sản xuất bởi sự chiếu xạ neutron của thorium-232. Khi thorium-232 hấp thụ neutron, nó trở thành thorium-233, có chu kỳ bán rã chỉ 22 phút. Thorium-233 phân rã thành protactinium-233 thông qua phân rã beta. Protactinium-233 có thời gian bán hủy là 27 ngày và phân rã beta thành uranium-233; Một số thiết kế lò phản ứng muối nóng chảy được đề xuất cố gắng cô lập vật lý protactinium khỏi sự bắt giữ neutron hơn nữa trước khi phân rã beta có thể xảy ra, để duy trì nền kinh tế neutron (nếu nó bỏ lỡ cửa sổ 233 U, mục tiêu phân hạch tiếp theo là 235U, có nghĩa là tổng cộng 4 neutron cần thiết để kích hoạt phân hạch).
233 U thường phóng thích sự hấp thụ neutron, nhưng đôi khi vẫn giữ lại neutron, trở thành uranium-234. Tỷ lệ bắt giữ phân hạch của uranium-233 nhỏ hơn so với hai loại nhiên liệu phân hạch chính khác là uranium-235 và plutonium-239.

## Vật liệu phân hạch

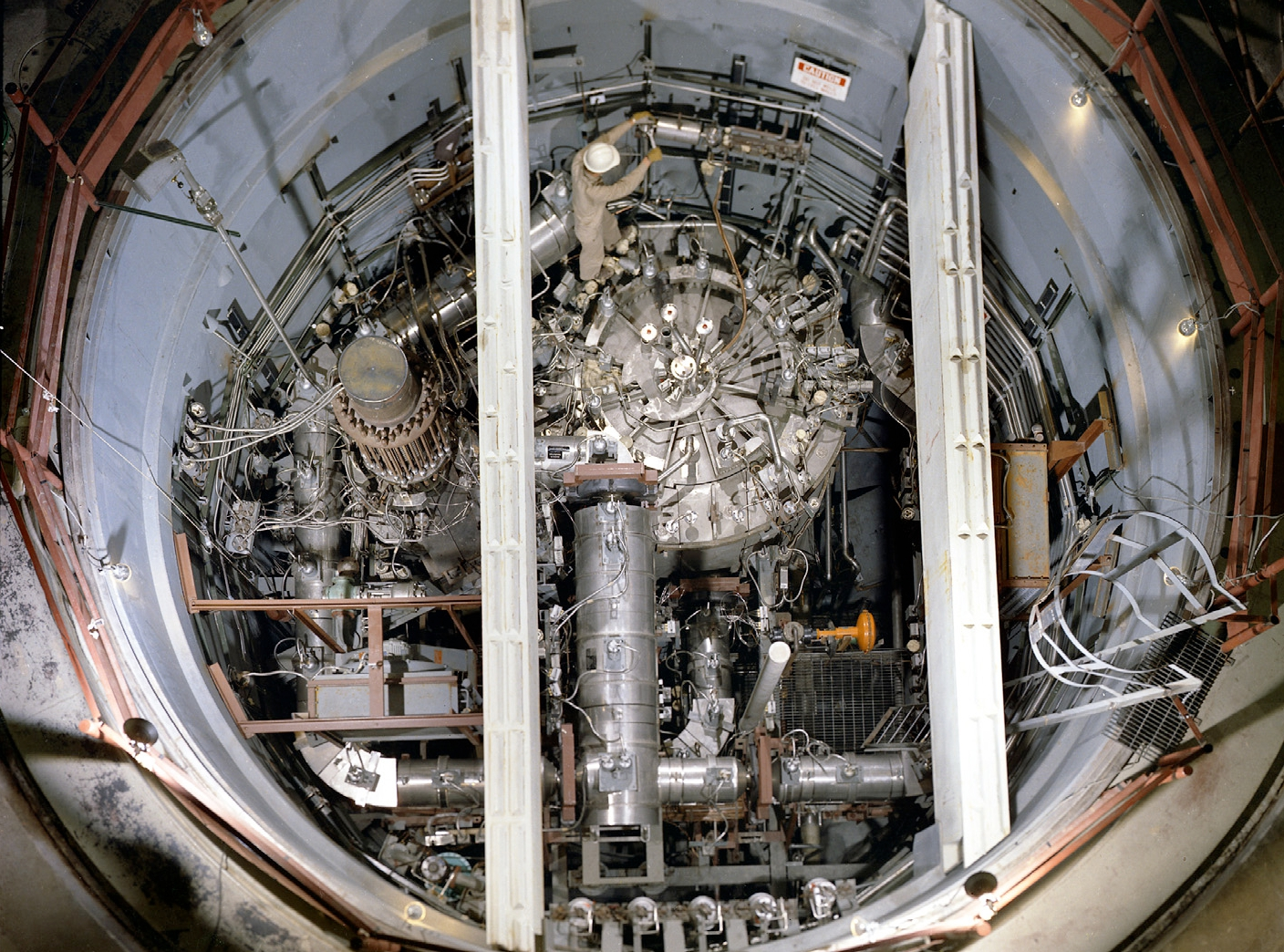
Thí nghiệm lò phản ứng muối nóng chảy

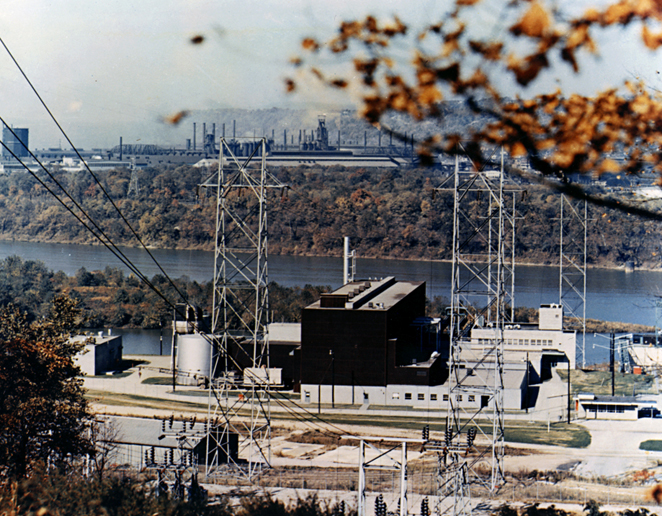
Nhà máy điện nguyên tử Shippingport

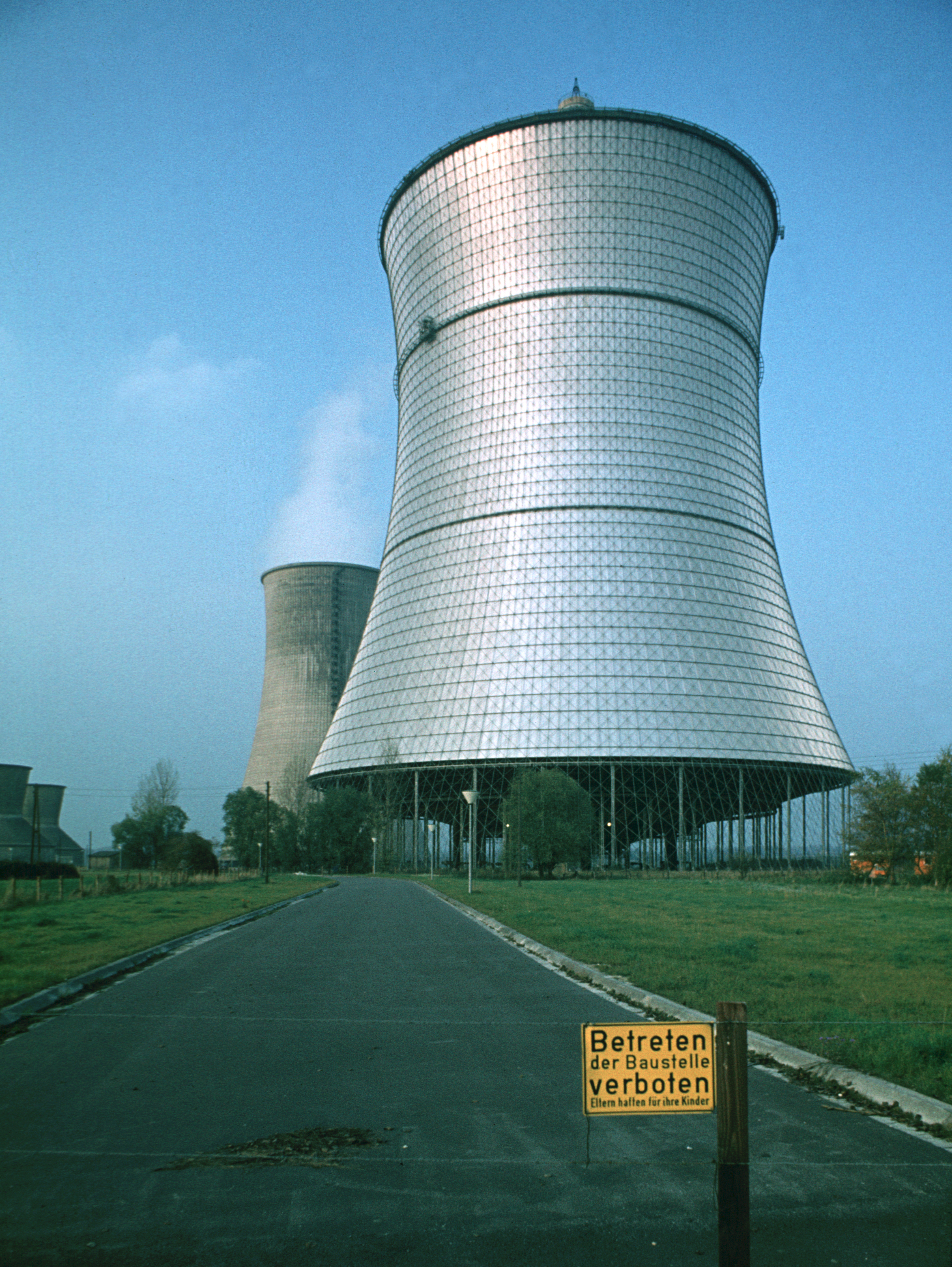
THTR-300 của Đức

Năm 1946, công chúng lần đầu tiên được biết về uranium-233 được nhân giống từ thorium là "nguồn năng lượng hạt nhân và bom nguyên tử thứ ba" (ngoài uranium-235 và plutonium-239), sau báo cáo của Liên Hợp Quốc và bài phát biểu của Glenn T. Seaborg.
Hoa Kỳ sản xuất, trong suốt Chiến tranh Lạnh, khoảng 2 tấn uranium-233, với các mức độ tinh khiết hóa học và đồng vị khác nhau. Chúng được sản xuất tại Khuvực Hanford và Khu vực Sông Savannah trong các lò phản ứng được thiết kế để sản xuất plutonium-239.

## Nhiên liệu hạt nhân
Uranium-233 đã được sử dụng làm nhiên liệu trong một số loại lò phản ứng khác nhau và được đề xuất làm nhiên liệu cho một số thiết kế mới (xem chu trình nhiên liệu thorium), tất cả đều sinh ra từ thorium. Uranium-233 có thể được nhân giống trong cả lò phản ứng nhanh hoặc lò phản ứng nhiệt, không giống như chu trình nhiên liệu dựa trên uranium-238 đòi hỏi nền kinh tế neutron vượt trội của lò phản ứng nhanh để tạo ra plutoni, nghĩa là tạo ra nhiều vật liệu phân hạch hơn mức tiêu thụ.
Chiến lược dài hạn của chương trình năng lượng hạt nhân của Ấn Độ, nơi có trữ lượng thorium đáng kể, là chuyển sang chương trình hạt nhân nhân giống uranium-233 từ nguyên liệu thorium.

### Năng lượng được giải phóng
Sự phân hạch của một nguyên tử urani-233 tạo ra 197,9 MeV = 3.171 · 10 11 J (tức là 19,09 TJ / mol = 81,95 TJ / kg).
| Nguồn năng lượng                                                                          | Năng lượng trung bình (MeV) |
| ----------------------------------------------------------------------------------------- | --------------------------- |
| Năng lượng được giải phóng tức thời                                                       |                             |
| Động năng của các mảnh phân hạch                                                          | 168.2                       |
| Động năng của neutron kịp thời                                                            | 004.8                       |
| Năng lượng mang theo tia phóng xạ                                                         | 007.7                       |
| Năng lượng từ các sản phẩm phân hạch                                                      |                             |
| Năng lượng của các hạt beta                                                               | 005.2                       |
| Năng lượng của các hạt phản neutrino                                                      | 006.9                       |
| Năng lượng của các tia gamma thoát ra                                                     | 005.0                       |
| Tổng (không bao gồm thoát khỏi neutrino)                                                  | 191.0                       |
| Năng lượng được giải phóng khi những neutron kịp thời không tạo ra phân hạch được thu lại | 009.1                       |
| Năng lượng chuyển thành nhiệt trong lò phản ứng hạt nhân nhiệt hoạt động                  | 200.1                       |

## Vật liệu vũ khí

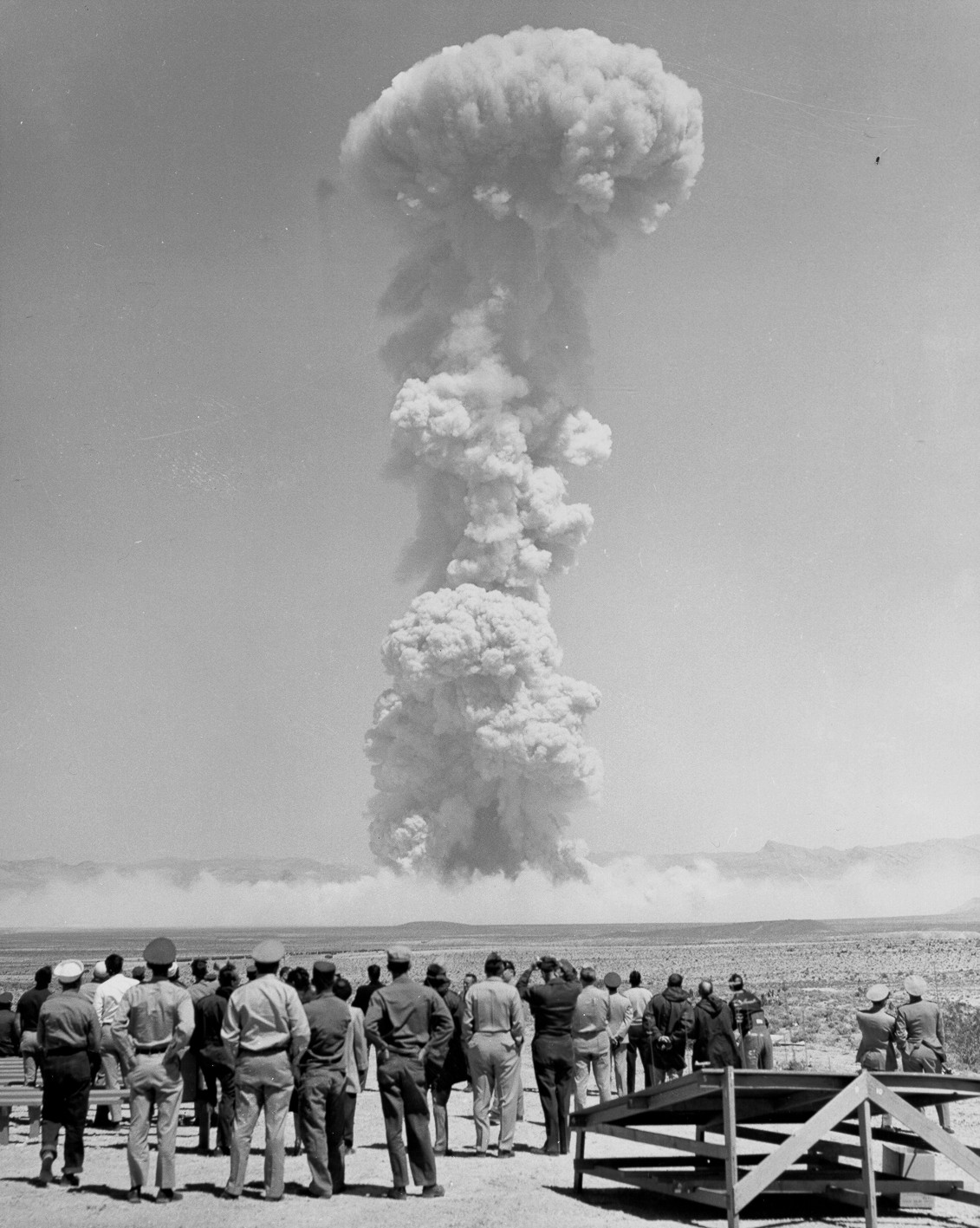
Vụ nổ đầu tiên của một quả bom hạt nhân bao gồm U-233, vào ngày 15 tháng 4 năm 1955

Là một vật liệu vũ khí tiềm năng, uranium-233 tương tự như plutonium-239 so với uranium-235 về nguồn (bán tự nhiên), thời gian bán hủy và khối lượng tới hạn, mặc dù khối lượng tới hạn của nó vẫn lớn hơn khoảng 50% so với plutoni -239. Sự khác biệt chính là sự có mặt không thể tránh khỏi của uranium-232  có thể khiến uranium-233 trở nên rất nguy hiểm khi hoạt động và khá dễ phát hiện.
Do đó, có thể sử dụng uranium-233 làm vật liệu phân hạch của vũ khí hạt nhân, đầu cơ  sang một bên, có rất ít thông tin có sẵn công khai về đồng vị này thực sự đã được vũ khí hóa:
- Hoa Kỳ đã kích nổ một thiết bị thử nghiệm trong thử nghiệm "MET" ấm trà hoạt động năm 1955, sử dụng hố hỗn hợp plutonium / U-233; thiết kế của nó dựa trên hố plutonium / U-235 từ TX-7E, một thiết kế bom hạt nhân nguyên mẫu Mark 7 được sử dụng trong cuộc thử nghiệm Chiến dịch Buster-Jangle "Easy" năm 1951. Mặc dù không phải là một sự xì hơi hoàn toàn, năng suất thực tế của 22 kiloton đã đủ thấp hơn 33 kt dự đoán rằng thông tin thu thập được có giá trị hạn chế.[9][10]
- Các Liên Xô cho nổ đầu tiên bom hydro cùng năm, các RDS-37, trong đó có một lõi phân hạch của U-235 và U-233.[11]
- Năm 1998, như một phần của các thử nghiệm Pokhran-II, Ấn Độ đã kích nổ một thiết bị thử nghiệm U-233 có năng suất thấp (0,2 kt) được gọi là Shakti V.[12][13]

Các B Reactor và những người khác tại trang web Hanford tối ưu hóa cho việc sản xuất vũ khí cấp các tài liệu đã được sử dụng để sản xuất U-233.

### Tạp chất U-232
Sản xuất 233 U (thông qua chiếu xạ thorium-232) luôn tạo ra một lượng nhỏ uranium-232 dưới dạng tạp chất, do các phản ứng ký sinh (n, 2n) trên chính uranium-233, hoặc trên protactinium-233, hoặc trên thorium- 232:
232 Th (n, γ) 233 Th () 233 Pa (β−) 233 U (n, 2n) 232 U
232 Th (n, γ) 233 Th () 233 Pa (n, 2n) 232 Pa (β−) 232 U
232 Th (n, 2n) 232 Th () 231 Pa (n, γ) 232 Pa (β−) 232 U
Một kênh khác liên quan đến phản ứng bắt neutron trên một lượng nhỏ thorium-230, đây là một phần rất nhỏ của thorium tự nhiên do sự phân rã của uranium-238:
230 Th (n, γ) 231 Th () 231 Pa (n, γ) 232 Pa (β−) 232 U
Các chuỗi phân rã của 232 U nhanh chóng mang lại mạnh mẽ bức xạ gamma phát thải. Thallium-208 mạnh nhất ở mức 2,6 MeV.
232 U (α, 68,9 năm)
228 Th (α, 1,9 năm)
224 Ra (α, 5,44 MeV, 3,6 ngày, với 0,24 MeV)
220 Rn (α, 6,29 MeV, 56 giây, với 0,54 MeV)
216 Po (α, 0,15 giây)
212 Pb (β−, 10,64 h)
212 Bi (α, 61 m, 0,78 MeV)
208 Tl (, 1,8 MeV, 3 phút, với 2,6 MeV)
208 Pb (ổn định)
Điều này làm cho việc xử lý thủ công trong hộp găng tay chỉ che chắn ánh sáng (như thường được thực hiện bằng plutonium) quá nguy hiểm, (ngoại trừ trong một thời gian ngắn ngay sau khi tách uranium hóa học khỏi các sản phẩm phân rã của nó) và thay vào đó cần thao tác từ xa phức tạp để chế tạo nhiên liệu.
Các mối nguy hiểm là đáng kể ngay cả ở mức 5 phần triệu. Nổ vũ khí hạt nhân đòi hỏi mức U-232 dưới 50 ppm (ở trên mà U-233 được coi là "cấp thấp"; cf. "Standard vũ khí plutonium cấp độ đòi hỏi một Pu-240 nội dung không quá 6,5%.", Đó là 65000 ppm và Pu-238 tương tự được sản xuất ở mức 0,5% (5000 ppm) hoặc ít hơn). Ngoài ra, vũ khí phân hạch loại súng cần thêm mức độ thấp (phạm vi 1 ppm) của tạp chất, để giữ cho thế hệ neutron ở mức thấp.
Các Molten-Salt Reactor Experiment (MSRE) được sử dụng U-233, được nuôi ở lò phản ứng nước nhẹ như Trung tâm Năng lượng Point Ấn Độ, đó là khoảng 220 ppm U-232.

## Thông tin thêm
Thorium, từ đó 233 U được nhân giống, có lượng dồi dào gấp ba đến bốn lần trong lớp vỏ trái đất so với uranium. Chuỗi phân rã của chính 233 U là một phần của chuỗi neptunium, chuỗi phân rã của ông bà của nó là 237 Np.
Sử dụng cho uranium-233 bao gồm việc sản xuất các đồng vị y tế Actinium-225 và bismuth-213, trong số các con gái của nó, các lò phản ứng hạt nhân khối lượng thấp cho các ứng dụng du hành vũ trụ, sử dụng làm chất đánh dấu đồng vị, nghiên cứu vũ khí hạt nhân và nghiên cứu nhiên liệu lò phản ứng bao gồm các chu trình nhiên liệu thorium.
Các đồng vị phóng xạ bismuth -213 là một sản phẩm phân rã của urani-233; Nó hứa hẹn sẽ điều trị một số loại ung thư, bao gồm ung thư bạch cầu tủy cấp tính và ung thư tuyến tụy, thận và các cơ quankhác.